# Пельсталь
Пельсталь (нім. Pölstal) — ярмаркова комуна  (нім. Marktgemeinde)  в Австрії, у федеральній землі Штирія. Заснована у 2015.
Входить до складу округу Мурталь. Населення становить 2788 осіб (станом на 31 грудня 2014 року). Займає площу 270 км². Складові частини муніципалітету — Бретштайн, Медербругг, Оберцайрінг, Гфельграбен, Санкт-Йоганн-ам-Тауерн, Санкт-Освальд, та ін.